# Artrite gonococcica
L'artrite gonococcica è la forma più comune di artrite settica nei giovani, di età compresa fra i 20 e i 39.

## Manifestazioni
Fra i vari sintomi che caratterizzano l'artrite gonococcica troviamo la poliartralgia a livello delle varie giunture dell'individuo e quindi ai gomiti, ai polsi, alle ginocchia e anche all'articolazione metacarpofalangea. Inoltre si ritrovano lesioni alla pelle e tenosinovite (infiammazione del tendine e della guaina tendinea).

## Eziologia
La causa di tale morbo è il batterio Neisseria gonorrhoeae.

## Diagnosi
La coltura del batterio in laboratorio non soltanto porta ad una corretta diagnosi ma fornisce indizi su quale sia la terapia più adatta al caso.

## Diagnosi differenziale
Occorre differenziarla in sede di analisi diagnostica dalla artrite reumatoide e dalla sindrome di Reiter.

## Terapia
Il trattamento è farmacologico, mentre in passato si somministrava direttamente la penicillina con il passare del tempo la sua diffusione ha comportato una resistenza al farmaco negli individui, attualmente si somministrano i suoi derivati, e similari come le cefalosporine. In rari casi si ha necessità di intervento chirurgico.